# Gosauseen
Die Gosauseen sind drei zum Salzkammergut gehörende Seen im Gosautal in Oberösterreich, Österreich.
- Vorderer Gosausee
- Gosaulacke
- Hinterer Gosausee

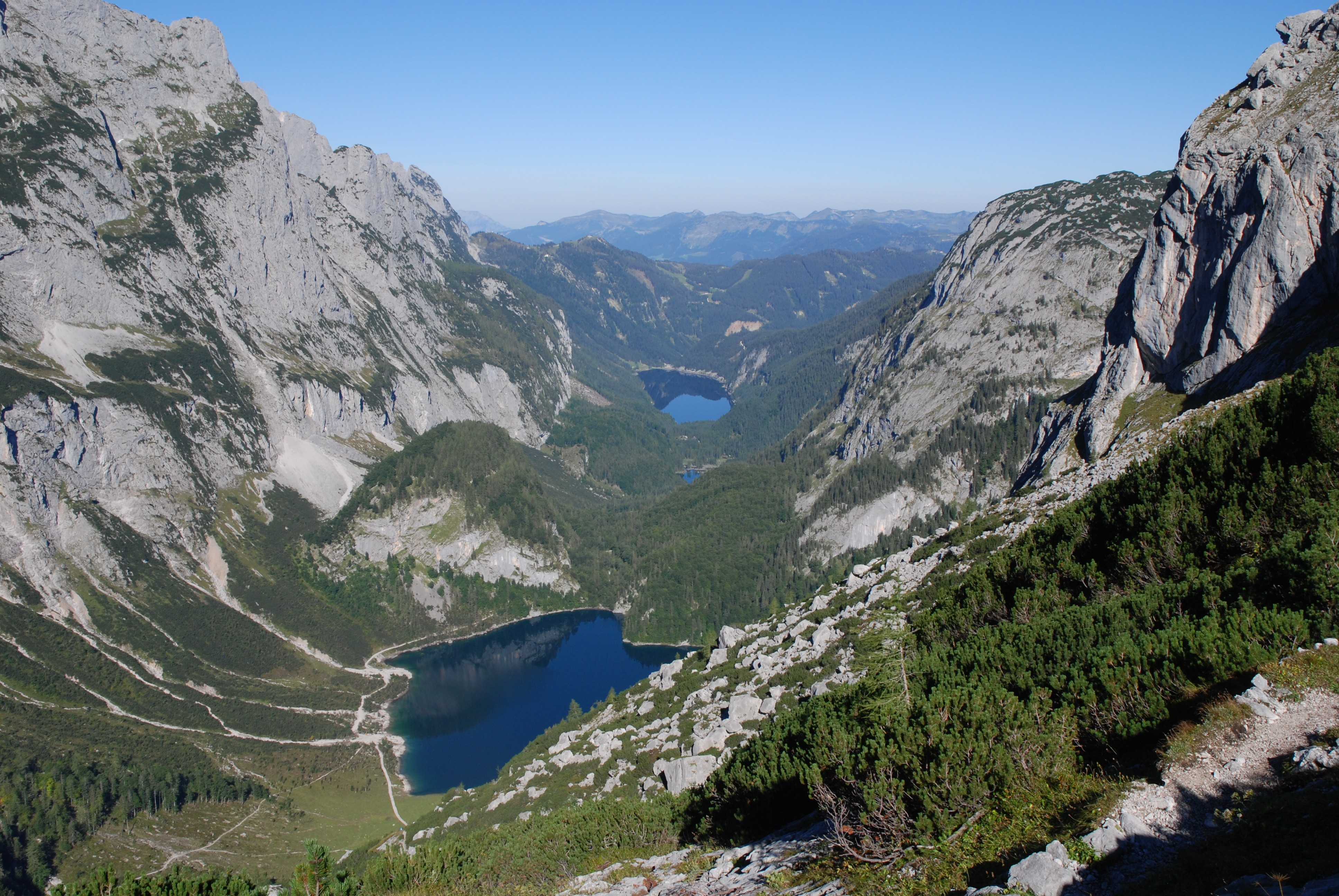
Hinterer Gosausee, Gosaulacke und Vorderer Gosausee, Blick von Südosten

Vorderer und Hinterer Gosausee haben praktisch keine Verbindung zueinander. Beide Seen werden hauptsächlich durch Quellen, die von den Gletschern des Dachsteins kommen, unterhalb der Wasseroberfläche gespeist.

## Geographie und Landschaft
Die Gosauseen liegen in einem schmalen V- oder Kerbtal nordöstlich des Gebirgsstocks Gosaukamm, der mit Gipfeln wie Donnerkogel, Däumling oder Bischofsmütze zahlreiche Klettergipfel aufweist. Im Südosten erhebt sich das Dachsteinmassiv, von dessen Gletschern die Seen hauptsächlich gespeist werden.
Das markante Tal ist ein Grabenbruch, der sich bis zum Reisgang am Hochkesselkopf zieht und die Grenze zwischen dem Sedimentkalk des Dachsteins und dem Riffkalk des Gosaukamms markiert. Es ist hauptsächlich bewaldet, nur an den Seen befinden sich einige Almwiesen, großteils aber fallen die Ufer recht steil ins Wasser ab.
Alle drei Seen sind Naturschutzgebiet.

## Wanderwege
- Zur Gablonzer Hütte
- Über den Steiglpass (Gosaukamm) zur Hofpürglhütte
- 614  Reitweg zur Adamekhütte
- Über das Langtal und den Waldbachursprung nach Hallstatt oder zum Salzbergwerk

## Rezeption
Der Salzburger Autor Wolfgang Kauer hat den Gosauseen seine sozialkritische Erzählung WWW.GOSAU-SEA:COM gewidmet.